# Rene Auberjonois
Rene Auberjonois (1. juni 1940 - 8. december 2019) var en en amerikansk skuespiller og tegnefilmsdubber. Han var kendt for sin rolle som Odo i tv-serien Star Trek. Han var også stemmen bag Renard Dumont i Disney's Legenden om Tarzan.